# Relations entre les États-Unis et la Turquie
Les relations entre les États-Unis et la Turquie commencent au XIXe siècle, un accord étant signé en 1830 à l'époque de l'Empire ottoman.  Elles prennent un essor important au vu de l'évolution de la situation militaire dans le monde à partir de décembre 1943 et la deuxième conférence du Caire : en dépit du Pacte d'amitié turco-allemand signé à Ankara le 18 juin 1941, la Turquie entre en guerre aux côtés des États-Unis en février 1945. 
Les relations étroites entre les deux pays commencent véritablement juste après la Seconde Guerre mondiale, la Turquie bénéficiant du plan Marshall et faisant partie intégrante de la doctrine Truman. C'est essentiellement par son entrée dans l'OTAN et sa prise de position dans le parapluie militaire américain pendant la guerre froide que la Turquie s'arrime au camp occidental. Après la participation avec succès de l'armée turque à la guerre de Corée, les relations se sont encore renforcées, notamment sur le plan économique. La Turquie abrite plusieurs bases américaines sur son sol. 
Les relations se sont dégradées lors des deux guerres du Golfe en raison des pertes économiques de la Turquie dans cette région et de la politique kurde américaine. Ces évènements ont terni l'image des Américains en Turquie, le gouvernement turc reste cependant fidèle à la politique pro-américaine initiée en 1945.
La Turquie abrite sur sont sol l’une des plus grandes base militaires aériennes américaine du Proche Orient (Incirlik Air Base) avec le Qatar (Base militaire d'Al-Udeid ) et la Jordanie (Base aérienne d'Azraq).

## Histoire

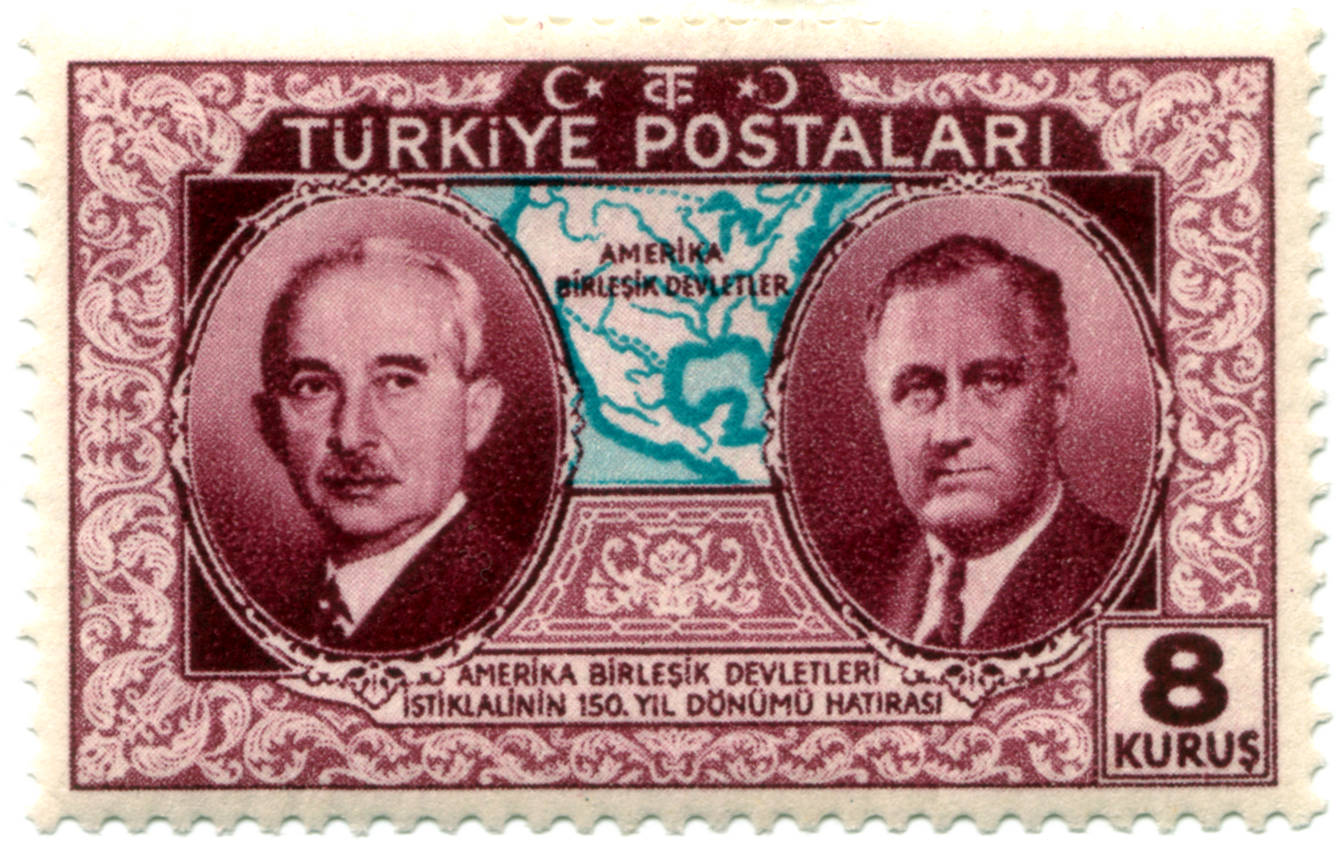
Timbre turc célébrant le de l'indépendance américaine (1939).

### Empire ottoman et entre-deux-guerres
Après 1780, les États-Unis nouent des relations avec les pays d'Afrique du Nord et avec l'Empire ottoman.
Au début des années 1800, les États-Unis mènent la guerre contre les États barbaresques, soumis à la suzeraineté ottomane. Pendant le règne de Sélim III, la Régence d'Alger du Beylerbey Hasan Pacha signe un traité avec les États-Unis le 5 septembre 1795. Selon les termes de cet accord signé pour protéger le commerce américain de la piraterie, les États-Unis sont contraints de payer un tribut à la Régence pendant 29 ans de 12 000 sequins algériens. Après la guerre de Tripoli, le traité est renégocié en 1805.
Une seconde guerre barbaresque oppose en 1815 la marine américaine à la régence d'Alger pour compléter l'objectif de la première : la fin des attaques de corsaires barbaresques contre des navires marchands américains, et la liberté de circulation en Méditerranée de ces derniers. Cette guerre menée coté américain sous le commandement de Stephen Decatur, voit une victoire rapide au cours de deux batailles navales les 17 et 19 juin 1815. Cette deuxième guerre victorieuse contre l'Empire ottoman permet aux États-Unis d'obtenir une indemnité de 10 000 dollars de la régence d'Alger, et un traité qui leur exclut tout tribut à venir, et leur reconnait le droit de transport maritime plein et entier en mer Méditerranée.
En 1899, lors de la rébellion moro aux Philippines, John Hay, secrétaire d'État américain, demanda à l'ambassadeur américain auprès de l'Empire ottoman, Oscar Straus, de demander au sultan Abdülhamid II d'écrire une lettre aux musulmans Moro Sulu du sultanat de Sulu aux Philippines leur demandant de se soumettre à la suzeraineté américaine et au régime militaire américain. Abdülhamid utilisa sa position de calife pour ordonner au sultan Sulu de ne pas résister et de ne pas combattre les envahisseurs américains.
Henry Morgenthau, père, a été ambassadeur des États-Unis auprès de l'Empire ottoman pendant la Première Guerre mondiale jusqu'en 1916.
Les Ottomans ont rompu leurs relations diplomatiques avec les États-Unis le 20 avril 1917, après que les États-Unis eurent déclaré la guerre à l'Allemagne le 4 avril 1917. Les États-Unis ne déclarèrent jamais la guerre à l'Empire ottoman. Les relations diplomatiques normales furent rétablies avec l’État successeur de l'Empire ottoman, la République de Turquie, en 1927.

### Guerre froide: une alliance stratégique
C'est à partir de la fin de la Seconde Guerre mondiale et avec le début de la guerre froide que les relations entre les États-Unis et la Turquie se développent réellement. L'association de la Turquie avec les États-Unis a commencé en 1947 lorsque le Congrès des États-Unis désigne la Turquie, conformément aux dispositions de la doctrine Truman, comme bénéficiaire d'une assistance économique et militaire spéciale destinée à l'aider à résister aux menaces de l'Union soviétique. L'intérêt mutuel de contenir l'expansion soviétique a été à la base des relations américano-turques durant les quarante années suivantes.
En soutien à la stratégie globale de la guerre froide menée par les États-Unis, la Turquie a fourni du personnel aux forces des Nations unies pendant la guerre de Corée (1950-1953), a rejoint l'OTAN en 1952. Elle est devenue membre fondateur du pacte de défense collective établi par l'Organisation du traité central (CENTO) en 1955 et a approuvé les principes de la doctrine Eisenhower de 1957. Dans les années 1950 et 1960, la Turquie coopérait généralement avec d'autres alliés des États-Unis au Moyen-Orient (Iran, Israël et Jordanie) pour contenir l'influence d'autres pays comme l'Égypte, l'Irak et la Syrie considérés comme des clients de l'Union soviétique. Tout au long de la guerre froide, la Turquie est le rempart du flanc sud-est de l'OTAN, bordant directement les pays du Pacte de Varsovie et risquant une guerre nucléaire sur son sol pendant la crise des missiles de Cuba. Depuis 1954, la Turquie héberge la base aérienne Incirlik, une importante base d'opérations de l'armée de l'air américaine, qui a joué un rôle crucial pendant la guerre froide, la guerre du Golfe et la guerre en Irak.

### Après la guerre froide
La fin de la guerre froide a contraint les dirigeants turcs à réévaluer la position internationale de leur pays. Turgut Özal, alors président de la république de Turquie, continua de penser que la sécurité de la Turquie dépendait de la poursuite de solides relations avec les États-Unis. Pour cette raison, il soutint la position des États-Unis pendant la guerre du Golfe, même si les liens économiques entre la Turquie et l'Irak étaient étendus et que leur désorganisation nuisait au pays. Après la guerre, il a continué d'appuyer les grandes initiatives américaines dans la région, notamment la création d'une zone d'exclusion aérienne sur le nord de l'Irak, le processus de paix israélo-arabe et le renforcement des liens avec les membres de la Communauté des États indépendants (CEI) originaires d'Asie centrale. La politique d'Özal en faveur des États-Unis ne fut cependant pas acceptée par tous les Turcs. L'utilisation par les États-Unis d'installations militaires turques lors du bombardement de l'Irak en 1991 a provoqué des manifestations anti-guerre dans plusieurs villes et des attaques sporadiques ont continué contre les installations américaines en 1992 et 1993. Néanmoins, un consensus s'était dégagé en janvier 1995, selon lequel la sécurité de la Turquie dépendait de rester un allié stratégique des États-Unis. Pour cette raison, les gouvernements de Süleyman Demirel et de Tansu Çiller firent des efforts pour entretenir des relations avec les administrations des présidents George H. W. Bush et Bill Clinton.

### Néo-ottomanisme et relation plus tendues
La politique étrangère de la Turquie connaît une réelle inflexion avec l'ère inaugurée par Recep Tayyip Erdoğan, accentuée encore avec la venue d'Ahmet Davutoğlu au ministère des Affaires étrangères. De plus en plus ouverte vers le monde musulman, elle fait cavalier seul dans le jeu des équilibres géostratégiques. Le gouvernement cherche à projeter ses succès économiques sur le terrain politique dans les anciens territoires de l'Empire ottoman en multipliant les partenariats avec les pays arabes et se posant en « champion du sunnisme ». On appelle cette nouvelle politique, le néo-ottomanisme.
La guerre en Irak a fait également face à une forte opposition interne en Turquie. Ainsi, le 1er mars 2003, le Parlement turc n'atteint pas la majorité absolue des 276 voix nécessaires pour permettre aux troupes américaines d'attaquer l’Irak depuis la Turquie, le décompte final étant de 264 voix pour et 250 contre. Cela a conduit à une brève période de refroidissement des relations, en particulier à la suite de Hood event (en), perçu comme un acte d'hostilité en Turquie.
Ankara est particulièrement circonspect vis-à-vis d'un État kurde indépendant issu d'un Irak déstabilisé. La Turquie a mené une guerre contre le Parti des travailleurs du Kurdistan (PKK), au cours duquel plus de 37 000 personnes ont perdu la vie. Ceci a conduit Ankara à faire pression sur les États-Unis pour qu'ils répriment les camps d'entraînement de guérillas dans le nord de l'Irak, bien que les États-Unis restent réticents en raison de la relative stabilité du nord de l'Irak par rapport au reste du pays, ainsi que de l'absence de forces disponibles pour se détourner des zones plus dangereuses de l'Irak. Le 17 octobre 2007, le Parlement turc a voté en faveur de l’autorisation des forces armées turques de prendre des mesures militaires contre les rebelles du PKK basés dans le nord de l’Irak. En réponse, le président américain George W. Bush a déclaré qu'il ne croyait pas qu'il soit dans l'intérêt de la Turquie d'envoyer des troupes en Irak.
Fin 2007, la Turquie a rappelé son ambassadeur aux États-Unis après que la commission des affaires étrangères de la Chambre eut adopté une résolution américaine sur le génocide arménien dans l'Empire ottoman. Cela a entraîné un retard du vote de la Chambre sur Res. 106. La Présidente Nancy Pelosi s'est engagée à soumettre la résolution à un vote complet, mais les pressions de la Maison-Blanche et de la Turquie l'ont empêchée de le faire.
Les États-Unis soutiennent également activement la candidature de la Turquie à l'Union européenne, faisant pression pour Ankara par le biais de ses missions diplomatiques dans les capitales européennes. En juin 2008, les États-Unis et la Turquie ont commencé à coopérer dans le domaine des utilisations pacifiques de l'énergie nucléaire dans le cadre d'un pacte de transfert de technologie, de matériel, de réacteurs et de composants destinés à la recherche nucléaire et à la production d'énergie nucléaire en Turquie pour une période initiale de 15 ans. suivies de renouvellements automatiques, tous les cinq ans, qui constituent un cadre global pour la coopération nucléaire pacifique entre les deux pays dans le respect des conditions et des contrôles de non-prolifération convenus. Une résolution bipartite parallèle aux États-Unis a récemment souligné l’importance du rôle essentiel que joue la République turque dans la fourniture de la sécurité énergétique de ses États occidentaux (E.U. et États-Unis) et de ses alliés régionaux à Eurasian.

### Présidence de Barack Obama

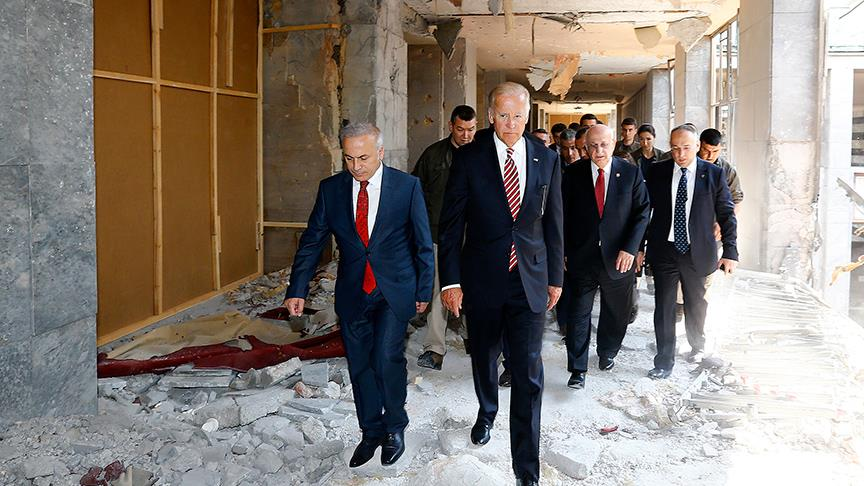
Joe Biden visitant le TBMM endommagé par un missile air-sol après le coup d’État raté de 2016.

Alors que la relation entre le président américain Barack Obama et Recep Tayyip Erdoğan étaient initialement jugées bonnes, le mouvement protestataire turc de 2013 sonne le glas de cette entente, les États-Unis reprochant son attitude au pouvoir politique turc durant ces évènements. Depuis, Obama ne fait plus appel au dirigeant turc alors qu'il était historiquement un intermédiaire sur les dossiers du Moyen-Orient. Il a ainsi été tenu à l'écart sur le dossier des frappes en Syrie ou encore sur l'accord avec l'Iran concernant le nucléaire. Par ailleurs, l'antiaméricanisme voire l'antisémitisme, le soutien aux Frères musulmans, les relations diplomatiques tendues avec Israël et la tentative du pouvoir turc d'acheter des missiles chinois ont accentué la brouille avec Washington.
Alors que s'intensifie la guerre civile syrienne, les États-Unis reprochent au gouvernement turc sa complaisance vis-à-vis de certains groupes djihadistes dans le cadre de leur lutte contre différentes milices kurdes. L’administration Obama, elle, identifie les forces kurdes comme les partenaires les plus viables sur le terrain dans le cadre de leur lutte contre Daech. Elle soutient donc activement différentes factions kurdes syriennes, notamment le Parti de l’union démocratique (PYD) et les Forces démocratiques syriennes (FDS) avec sa branche armée, les Unités de protection du peuple (YPG). Cette alliance a été sévèrement critiquée par la Turquie pour qui le PYD est la filiale syrienne du Parti des Travailleurs du Kurdistan (PKK) organisation désignée comme terroriste. Ce différend va rester prégnant dans les années qui suivent.
En juillet 2016 a lieu une tentative de coup d'État de 2016 en Turquie. Les relations entre les deux pays sont en partie fragilisées par le coup d'État, dans lequel il n'est pas exclu que les États-Unis aient joué un rôle, au minimum en étant informé de la conjuration. Les officiers limogés étaient connus pour leur inclination atlantique. Ceux qui les ont remplacés penchent en revanche pour un axe continental Ankara - Moscou - Pékin.

### Présidence de Donald Trump

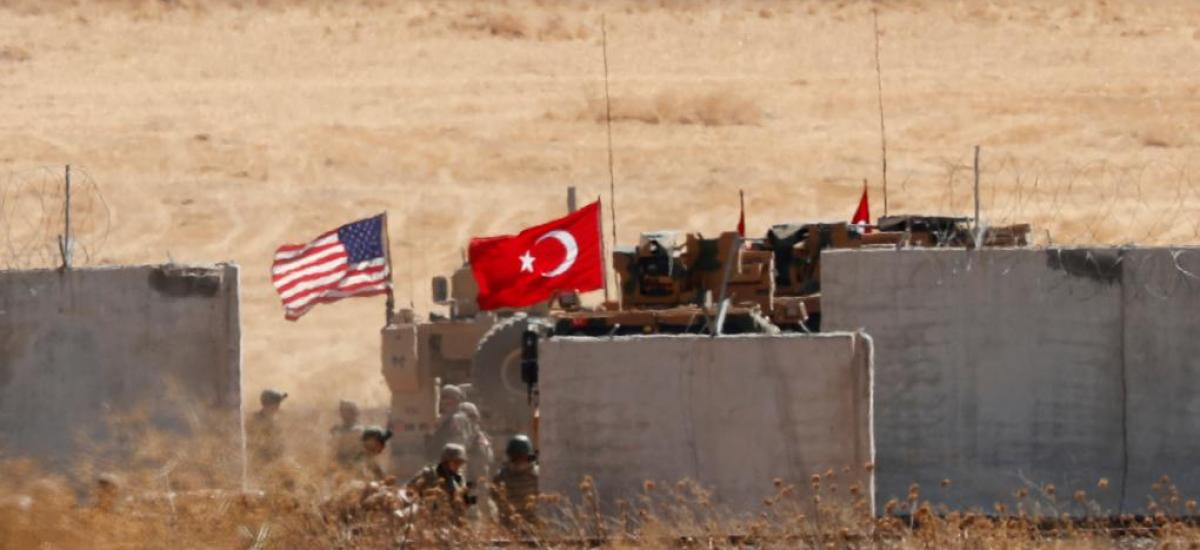
Troupes militaires turques et américaines dans le Nord de la Syrie en 2019, sous la présidence de Donald Trump.

Le 29 novembre 2017, parmi les mandats d'arrêts émis contre 333 militaires, 27 le sont contre des hommes accusés d'être des « imams secrets » gulénistes infiltrés dans l'armée. Le 30 novembre, 50 militaires sont arrêtés, principalement des pilotes de l'air.
Le pasteur protestant américain Andrew Brunson est détenu en Turquie depuis début 2017, pour collusion présumée avec des « terroristes ». Le président Erdogan se dit prêt à « l'échanger » contre une extradition de Fethullah Gülen des États-Unis vers la Turquie, les « échanges de prisonniers » ayant été légalisés par le décret de l’état d’urgence no 694 du 25 août 2017. Puisque l'échange ne s'est pas fait, le procès de Brunson est prévu pour le 16 avril 2018. Il est accusé de «terrorisme», car selon l'accusation, il chercherait à évangéliser la Turquie pour la fragmenter religieusement (les chrétiens ne représentent qu'un peu plus de 0,1 % de la population turque), afin de créer de l'instabilité qui profiterait aux gulénistes et au Parti des travailleurs du Kurdistan (PKK). Son procès s'ouvre le 16 avril, en présence du sénateur du Parti républicain américain Thom Tillis, et de l'ambassadeur spécial des États-Unis pour la liberté religieuse internationale Sam Brownback (eux-mêmes catholiques). Brunson est accusé de terrorisme et d'espionnage à des fins politiques et militaires,. À la deuxième audience - au cours de laquelle Brunson est accusé d'avoir voulu fonder un État kurde chrétien dirigé par le PKK,. Washington réagit le 1er août en saisissant des biens et avoirs de Süleyman Soylu et Abdulhamit Gül, les ministres turcs de l'Intérieur et de la Justice, et interdit aux Américains d'avoir des relations commerciales avec eux. Ankara menace alors de rétorsions. L'affaire est alors transférée au chef de la diplomatie américaine Mike Pompeo, qui doit rencontrer son homologue turc Mevlüt Çavuşoğlu à Singapour pour demander la libération du pasteur Brunson. Le 4 août, Erdoğan annonce des mesures similaires envers le secrétaire d'État aux Affaires intérieures et envers le procureur général américain. Le 12 octobre, il est condamné à trois ans de prison et libéré.

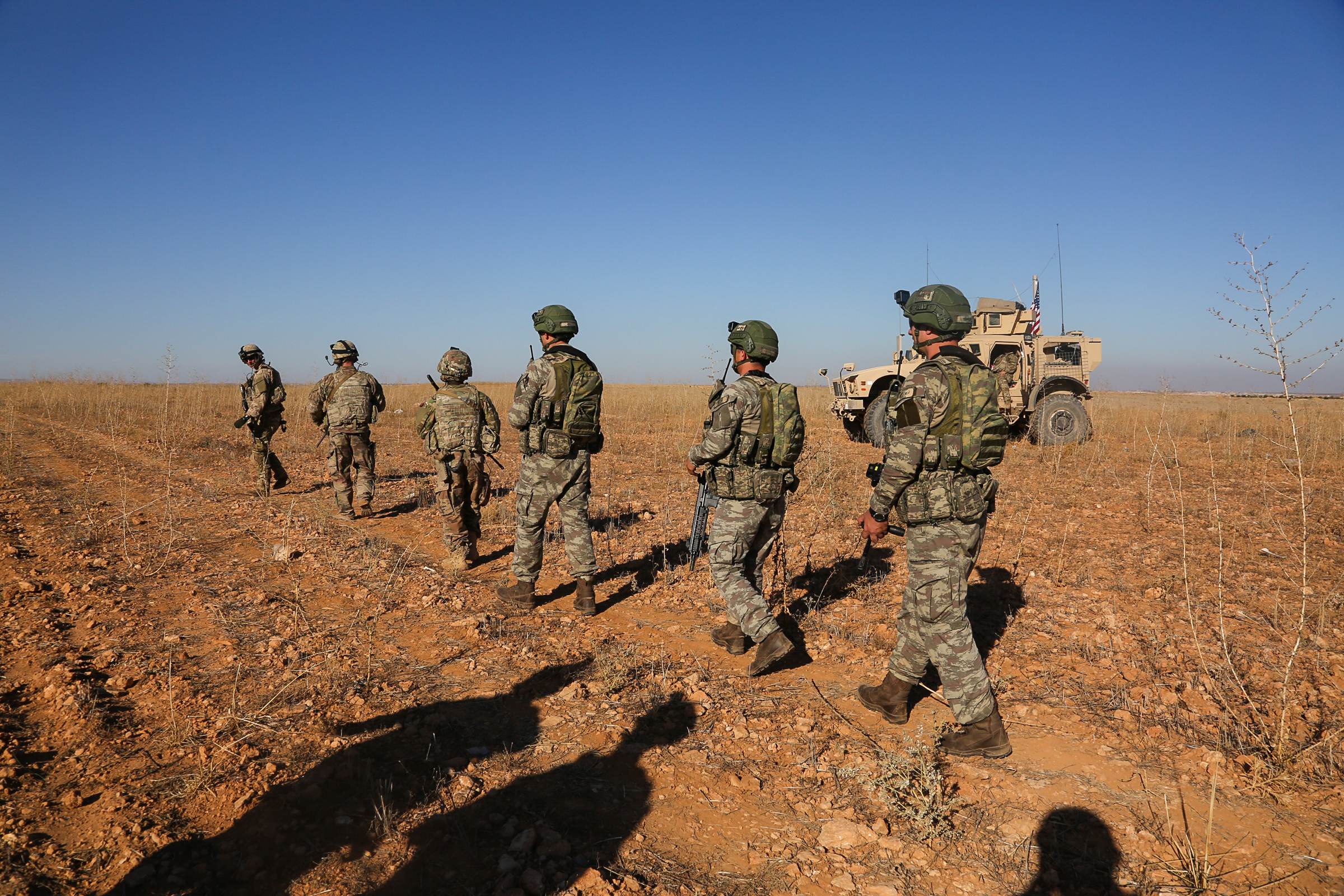
Soldats turcs et américains patrouillent dans le nord de la Syrie

En 2019, les relations déjà tendues entre la Turquie et les États-Unis au sein de l'Otan sont encore aggravées par la décision d'Ankara d'acheter des S-400 à la Russie (accord signé en septembre 2017), armes considérées comme l'un des systèmes de défense antiaérienne les plus modernes au monde. Les États-Unis ont réagi à cette décision en menaçant la Turquie de ne pas lui livrer les avions F-35 qui doivent équiper son armée de l'Air. De plus, des sanctions économiques pourraient suivre l'achat du matériel russe, en vertu de la loi CAATSA (Countering America’s Adversaries Through Sanctions Act, 2017). Début juin 2019, Washington donne un ultimatum de deux mois à la Turquie pour renoncer à l’acquisition du système russe. Patrick Shanahan, le secrétaire américain à la défense, affirme dans une lettre destinée à son homologue turc Hulusi Akar, que cette acquisition « empêchera la nation turque de renforcer ou de maintenir sa coopération avec les États-Unis et au sein de l’OTAN », créant « une trop grande dépendance économique et stratégique envers la Russie »,. Le ministre turc de la Défense, Hulusi Akar, a jugé l’ultimatum américain « déplacé » et contraire à « l’esprit de l’Alliance ». Le porte-parole de Recep Tayyip Erdogan, Ibrahim Kalin, a appelé les États-Unis à « revenir sur leur attitude » afin de ne pas « endommager de façon durable » les relations bilatérales.

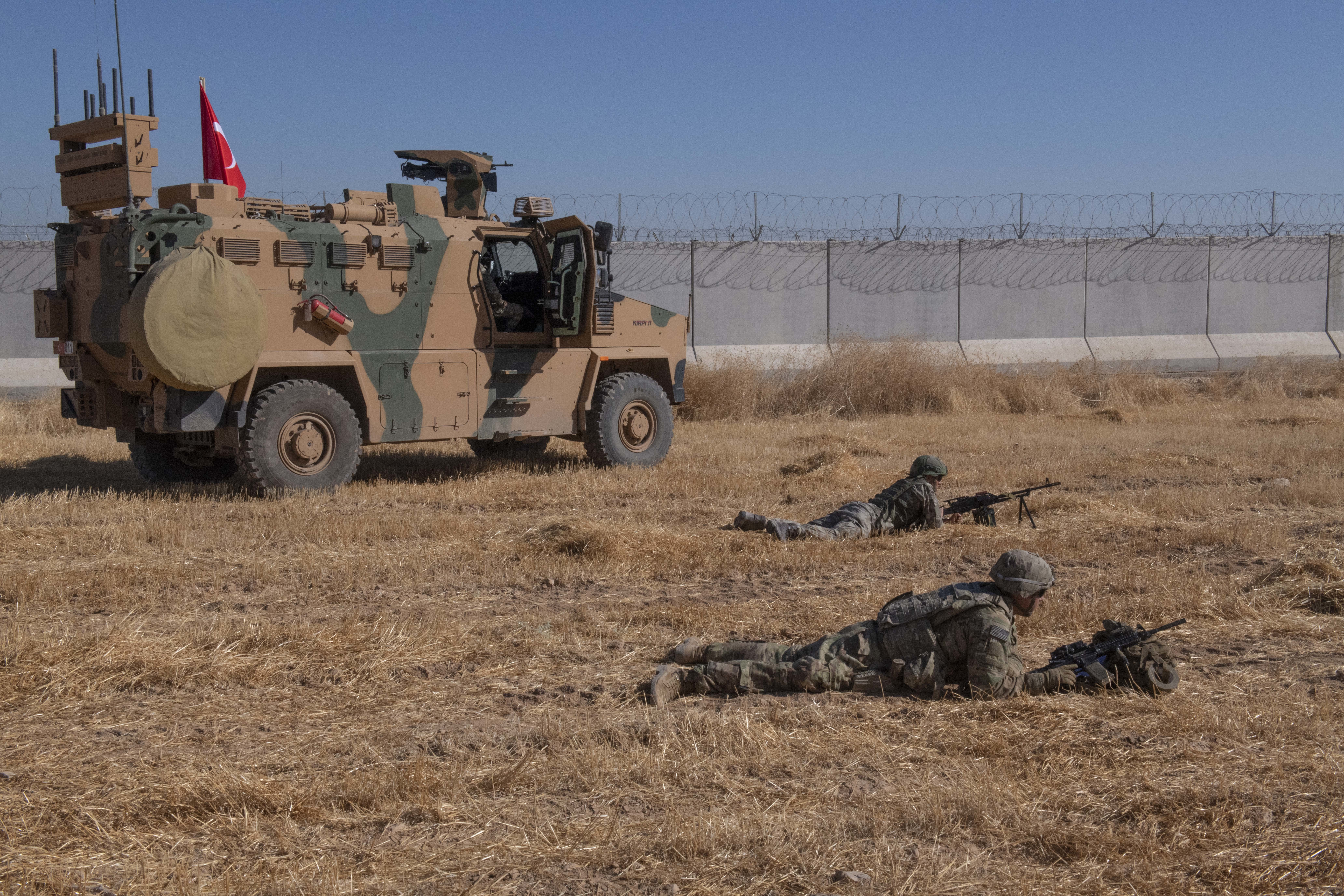
Un soldat turc et américain a proximité d’un Kirpi dans le Nord de la Syrie.

Après le déclenchement de l'opération Source de paix, Donald Trump demande un cessez-le-feu immédiat au président turc avant de signer un décret autorisant des sanctions contre des dirigeants turcs. Selon un communiqué du Trésor américain, les ministres de l'énergie, de la défense et de l'Intérieur seraient frappés par les mesures américaines. Leurs éventuels avoirs aux États-Unis sont gelés, leurs transactions internationales en dollars, bloquées, et leur entrée sur le territoire américain, interdite. Le président américain a également annoncé la suspension des négociations commerciales avec la Turquie et le relèvement des droits de douane américains sur l’acier turc à 50 %. Selon le New York Times, les relations tumultueuses entre les deux pays ont eu pour effet que des responsables du département d'État et du département de l'énergie, qui gèrent l'arsenal nucléaire de Washington, se sont rencontrés pour examiner comment récupérer une cinquantaine d'armes nucléaires tactiques détenues sur le site de la base aérienne d'Incirlik dans le sud-est de la Turquie.
Le 14 décembre 2020, Mike Pompeo annonce la promulgation de sanctions contre Ankara en raison de son acquisition de S400. Celles-ci sont officiellement appliquées le 7 avril 2021. Elles s’en prennent à plusieurs responsables des Industries de défense turques (SSB), en raison de leur « participation à des transactions significatives avec Rosoboronexport, l'agence russe chargée des exportations du complexe militaro-industriel russe, en se procurant des systèmes de missiles S-400. Les sanctions incluent un gel des avoirs et des restrictions de visa à l’encontre du Dr. Ismail Demir, président de SSB, et d’autres responsables de SSB.

### Présidence de Joe Biden
Dans le cadre de ces relations heurtées, l’administration Biden se trouve confrontée à cinq désaccords majeurs avec son homologue turc : l’achat, par la Turquie, de systèmes de défenses antiaériennes russes S400 et les sanctions américaines qui en ont découlé, le soutien américain aux Kurdes syriens du Parti de l'union démocratique (PYD) que la Turquie considère comme terroristes, le procès contre la banque turque Halkbank dans le cadre des sanctions américaines contre l’Iran, le refus américain d’extrader Fethullah Gülen qu’Ankara accuse d’être le fomentateur de la tentative de coup d'État de 2016 en Turquie, enfin la reconnaissance officielle, par Joe Biden, du génocide commis par l’Empire ottoman à l’encontre des Arméniens durant la Première Guerre mondiale.

## Coopération

### Défense
La base aérienne d’Incirlik, en Turquie, héberge des bombes nucléaires B61 depuis les années 1960, dans le cadre des déploiements stratégiques de l’OTAN durant la Guerre froide. Bien que ce déploiement n’ait jamais été officiellement confirmé, des estimations récentes indiquent qu’environ 50 bombes B61 y sont encore stationnées aujourd’hui. Ces armes jouent un rôle dissuasif dans la politique nucléaire américaine et ont été adaptées pour être utilisées par des avions tactiques comme les F-16 de l’armée de l’air turque.
Les États-Unis dirigent depuis 2008 un programme de développement d’un avion militaire monoplace, furtif, multi-rôles, de cinquième génération, le F-35 Lightning II. La Turquie y joue un rôle non négligeable : une dizaine de fournisseurs turcs devaient fabriquer plus de 900 appareils, dont 400 à fournisseur unique, c’est-à-dire produites uniquement par les industries turques.
Néanmoins, le différend entre les deux pays du fait de l'achat des S-400 à la Russie pose notamment la question de la capacité d’interopérabilité de la Turquie avec ses alliés de l’Alliance atlantique.

## Personnels

### Ambassadeurs des États-Unis
United States Ambassador to Turkey (en)

### Ambassadeurs de Turquie

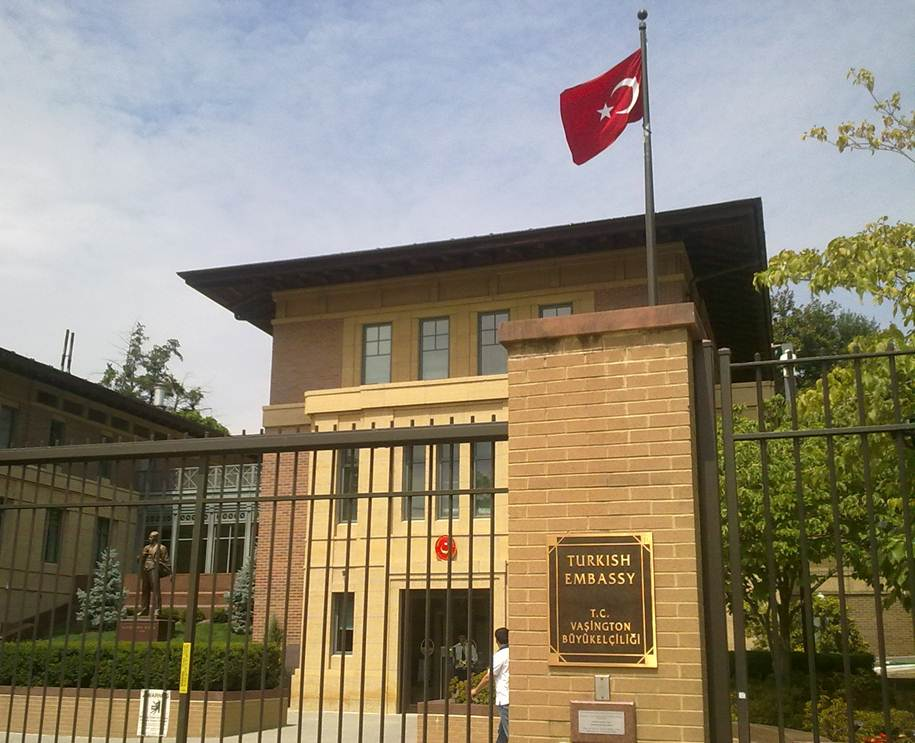
Ambassade de Turquie aux États-Unis.

Serdar Kılıç (tr)